# غوستاف غانون
غوستاف غانون هو عازف بيانو وملحن كندي، ولد في 6 نوفمبر 1842 في باس سان ريمون في كندا، وتوفي في 19 نوفمبر 1930 في مدينة كيبك في كندا.

## وصلات خارجية
- غوستاف غانون على موقع ميوزك برينز (الإنجليزية)